# Alberto Mayagoitía
Alberto Mayagoitía Hill, más conocido como Alberto Mayagoitía (Ciudad de México, 24 de abril de 1968), es un actor y presentador mexicano.
En la actualidad se encuentra retirado de los medios de televisión, reside en Texas, Estados Unidos.

## Carrera
Comenzó su carrera actoral en Televisa, en 1982 en la telenovela Chispita. En 1985 participó en la producción de Vivir un poco. En 1986 protagonizó junto a Patricia Pereyra su primera telenovela Pobre juventud. Actuó también en 1987 en Rosa salvaje, en 1988 en Amor en silencio, y en 1989 protagonizó junto a Thalía su segunda telenovela Luz y sombra. En 1991 actuó como villano en la telenovela Madres egoístas. En 1993, Alberto protagonizó junto a Mariana Levy su última telenovela La última esperanza. También actuó en los melodramas Marisol (1996), Salud, dinero y amor (1997), Catalina y Sebastián (1999), La revancha (2000) y Como en el cine (2001). En 2001 incursionó en el teatro en la obra Mi Cristo roto y en el año 2002 trabajó como conductor en el programa Sensacional.
Mayagoitia también ha actuado en cine, en películas y cortometrajes como Zapata en Chinameca (1987), Pandilleros (1989), Binarius (1991), Lucrecia (1991) y Kautiveria (2009). Después de ser el conductor del programa Sensacional, Alberto se retiró un tiempo de la actuación, siguió con la obra de teatro Mi Cristo roto, obra teatral que se mantuvo en cartelera durante los primeros 10 años,incluso dos décadas seguidasy presentaciones en streaming. Al finalizar su primera temporada teatral se ausenta de los medios de comunicación. 
En una entrevista en El minuto que cambió mi destino con Gustavo Adolfo Infante mencionó el motivo por el que se alejó de los medios de comunicación.

## Filmografía

### Telenovelas
- Como en el cine (2001-2002) ....  Guillermo Pérez "Billy Billetes"
- La revancha (2000) .... Leonardo Manrique
- Catalina y Sebastián (1999) .... Carmelo Cruz Martínez
- Salud, dinero y amor (1997-1998) .... Federico Montiel
- Marisol (1996) .... Dr. Rubén Linares
- La última esperanza (1993) .... Daniel / Ángel
- Madres egoístas (1991) .... Fernando González / Felipe Godoy / Fernando Rivas Cantú
- Luz y sombra (1989) .... Tomás José
- Amor en silencio (1988) .... Diego Robles
- Rosa salvaje (1987-1988) .... Pablo Mendizábal
- Pobre juventud (1986-1987) .... Jorge
- Vivir un poco (1985-1986) .... Aldo Merisa Obregón
- Principessa (1984-1986)
- Chispita (1982-1983) .... Ángel Guardián

### Películas
- Lucrecia (1991)
- Zapata en Chinameca (1987)

### Cortometrajes
- Kautiveria (2009)
- Binarius (1991)
- Pandilleros (1989)

### Teatro
- Mi Cristo roto (2001-2012, 2022)[5]
- Alerta en misa (1992)

### Series de televisión
- Plaza Sésamo (1995-1997) .... Juan
- Televiteatros (1993)
- Papá soltero (1988) .... Eric (Episodio "El noviecito patán de Alejandra")

### Programas de televisión
- Sensacional (2002) ... Conductor
- Sala de parejas (2001) ... Conductor
- Siempre en domingo (1993) ... Conductor

## Premios

### Premios TVyNovelas
| Año  | Categoría                  | Telenovela     | Resultado |
| ---- | -------------------------- | -------------- | --------- |
| 1987 | Mejor actor joven          | Pobre juventud | Ganador   |
| 1986 | Mejor revelación masculina | Vivir un poco  | Nominado  |